# 335th Signal Command (Theater)
Il 335th Signal Command (Theater) è un comando della United States Army Reserve Command responsabile del supporto alle componenti attive. Il suo quartier generale è situato presso East Point, Georgia.

## Missione
Il comando fornisce unità di comunicazioni militari e del cyberspazio a diretto supporto dello USARCENT nell'Asia sud-occidentale e dei comandanti combattenti in tutto il mondo. La sua missione principale è pianificare, progettare, installare, gestire, mantenere, proteggere e difendere la parte dell'esercito del Department of Defense Information Network a supporto dei comandanti dell'esercito statunitense, delle forze congiunte e combinate.

## Organizzazione
- Defense Information Systems Agency, Army Reserve Element -	Chambersburg, Pennsylvania
- 505th Theater Tactical Signal Brigade
  - Headquarters & Headquarters Company - Las Vegas, Nevada
  -  98th Expeditionary Signal Battalion
    -  Headquarters & Headquarters Company - Mesa, Arizona
    -  Company B - Mesa, Arizona
    -  820th Signal Company (Tactical Installation/Networking) - Seagoville, Texas

  -  319th Expeditionary Signal Battalion
    -  Headquarters & Headquarters Company - Sacramento, California
    -  Company A - Sacramento, California
    -  Company B - Camp Parks, California
    -  Company C - Sacramento, California
    -  812th Signal Company (TIN-E) - Vallejo, California
- 359th Theater Tactical Signal Brigade
  - Headquarters & Headquarters Company - Fort Gordon, Georgia
  -  324th Expeditionary Signal Battalion
    -  Headquarters & Headquarters Company - Fort Gordon, Georgia
    -  Company A - Greenville, South Carolina
    -  Company B - Fort Gordon, Georgia
    -  Company C - East Point, Georgia

  -  392nd Expeditionary Signal Battalion
    -  Headquarters & Headquarters Company - Baltimora, Maryland
    -  Company A (-) - Fort Pickett, Virginia
      - Detachment 1 - Fort Detrick, Maryland

    -  Company B (-) - Tobyhanna, Pennsylvania
      - Detachment 1 - Fort Indiantown Gap, Pennsylvania

    -  Company C - Baltimora, Maryland

  -  490th Signal Company (Tactical Installation/Networking) - Blacklick, Ohio
  - 982nd Combat Camera Company - East Point, Georgia
- Army Reserve Cyber Protection Brigade
  - Northeast Cyber Protection Center - Fort Devens, Massachusetts
  - National Capital Region Cyber Protection Center - Adelphi, Maryland
  - Southwest Cyber Protection Center - San Antonio, Texas
  - North Central Cyber Protection Center - Coraopolis, Pennsylvania
  - Western Cyber Protection Center - Camp Parks, California
- JECC-Army Reserve Element - Norfolk, Virginia
  - 4th Joint Communication Squadron (Airborne) - Tampa, Florida